# Koreoleptoxis globus
Koreoleptoxis globus is een slakkensoort uit de familie van de Semisulcospiridae. De wetenschappelijke naam van de soort werd voor het eerst geldig gepubliceerd in 1886 door Martens als Melania globus.